# Kamerunska premijer liga
Kamerunska premijer liga je najviši ligaški rang natjecanja u Kamerunu. Ovu ligu vodi FECAFOOT. Liga je osnovana 1961. U ligi se natječe 16 klubova.

## Klubovi - Sezona 2008./09.
- Aigle Royal Menoua (Dschang)
- Canon Yaoundé (Yaoundé)
- Cotonsport Garoua (Garoua)
- Danay FC (Yagoua)
- Fovu Baham (Baham)
- Les Astres FC (Douala)
- AS Matelots (Douala)
- Mount Cameroon FC (Buéa)
- Panthère de Bangangté (Bangangté)
- Sable FC (Batié)
- Tiko United
- Union Douala (Douala
- Unisport de Bafang (Bafang)
- Université FC de Ngaoundéré

### Ispali 2008.
- Caïman de Douala (Douala)
- Espérance FC (Guider)
- FC International Lion Ngoma d'Ebolowa
- FS d'Akonolinga (Akonolinga)
- Tonnerre Yaoundé

## Osvajači
| - 1961 : Oryx Douala - 1962 : Caïman de Douala - 1963 : Oryx Douala - 1964 : Oryx Douala - 1965 : Oryx Douala - 1966 : Diamant Yaoundé - 1967 : Oryx Douala - 1968 : Caïman de Douala - 1969 : Union Douala - 1970 : Canon Yaoundé - 1971 : Aigle Nkongsamba - 1972 : Léopards Douala - 1973 : Léopards Douala - 1974 : Canon Yaoundé - 1975 : Caïman de Douala - 1976 : Union Douala | - 1977 : Canon Yaoundé - 1978 : Union Douala - 1979 : Canon Yaoundé - 1980 : Canon Yaoundé - 1981 : Tonnerre Yaoundé - 1982 : Canon Yaoundé - 1983 : Tonnerre Yaoundé - 1984 : Tonnerre Yaoundé - 1985 : Canon Yaoundé - 1986 : Canon Yaoundé - 1987 : Tonnerre Yaoundé - 1988 : Tonnerre Yaoundé - 1989 : Racing FC Bafoussam - 1990 : Union Douala - 1991 : Canon Yaoundé - 1992 : Racing FC Bafoussam | - 1993 : Racing FC Bafoussam - 1994 : Aigle Nkongsamba - 1995 : Racing FC Bafoussam - 1996 : Unisport de Bafang - 1997 : Cotonsport Garoua - 1998 : Cotonsport Garoua - 1999 : Sable Batié - 2000 : Fovu Baham - 2001 : Cotonsport Garoua - 2002 : Canon Yaoundé - 2003 : Cotonsport Garoua - 2004 : Cotonsport Garoua - 2005 : Cotonsport Garoua - 2006 : Cotonsport Garoua - 2007 : Cotonsport Garoua - 2008 : Cotonsport Garoua |

### Ukupno
| Klub                | Broj titula |
| ------------------- | ----------- |
| Canon Yaoundé       | 10          |
| Cotonsport Garoua   | 9           |
| Tonnerre Yaoundé    | 5           |
| Oryx Douala         | 5           |
| Union Douala        | 4           |
| Racing FC Bafoussam | 4           |
| Caïman de Douala    | 3           |
| Aigle Nkongsamba    | 2           |
| Léopards Douala     | 2           |
| Diamant Douala      | 1           |
| Unisport de Bafang  | 1           |

| Godina | Državljanstvo | Najstrijelac     | Ekipa               | Golova |
| 2005   |               | Bakari Inoi      | Kadji Sport Academy | 20     |
| 2006   |               | Francis Litsingi | Cotonsport Garoua   | 15     |

## Vanjske poveznice
- RSSSF povijest